# Mothra
(Le Cosmos)
Mothra (モスラ?, Mosura) è un kaijū, un mostro misterioso, il cui debutto è avvenuto nel 1961, nel film Mothra, prodotto dalla casa di produzione cinematografica Toho. È apparsa in vari film tokusatsu della Toho, spesso come personaggio ricorrente nella serie Godzilla. Viene tipicamente raffigurata come una colossale falena, accompagnata da due umanoidi minuscoli che le fanno da portavoce. Al contrario degli altri mostri di Toho, Mothra è soprattutto un personaggio eroico, essendo stata raffigurata come la guardiana della sua cultura isolana, della Terra e del Giappone.
Benché sia stata ripetutamente identificata come una falena, il design di Mothra è più evocativo d'una Vanessa io, e, al posto di una proboscide, possiede due mandibole dentate simili a quelli di un tricottero. Il personaggio spesso viene raffigurato autoriprodursi secondo la dottrina del saṃsāra delle religioni orientali.
Mothra è uno dei mostri della Toho più popolari, secondo solo a Godzilla nel suo numero di apparizioni cinematografiche. Sondaggi fatti nei primi anni novanta indicarono che Mothra è soprattutto popolare tra le donne, che costituivano la maggioranza degli spettatori del cinema di quegli anni, un fatto che innescò nel 1992, la produzione di Godzilla contro Mothra uno dei film della Toho più redditizi. IGN assegnò a Mothra il 3º posto nella sua lista dei 10 migliori mostri del cinema giapponese, mentre la rivista Complex lo mise al 7º posto nel suo elenco dei 15 mostri giapponesi più forti.

## Nome
Il nome "Mothra" consiste nell'applicazione del suffisso "-ra" alla parola inglese Moth (falena). Siccome la lingua giapponese non possiede fricative dentali, in questa lingua si pronuncia Mosura. Il suffisso "-ra" segue la tradizione cominciata da Gojira, che, a sua volta, deriva da kujira (鯨（クジラ), parola giapponese che significa "balena", enfatizzando così l'enorme dimensione del personaggio.
Durante la pubblicizzazione del doppiaggio in lingua inglese della pellicola, Watang! Nel favoloso impero dei mostri, l'American International Pictures intitolò il film, Godzilla vs. the Thing (Godzilla contro la cosa), probabilmente per evitare azione legale da parte della Columbia Pictures, responsabile, nel 1961, della distribuzione di Mothra.
Con l'eccezione di Godzilla contro Mothra e i film del Monsterverse, nei doppiaggi italiani dei film in cui appare il personaggio, questo viene ripetutamente rinominato con diversi appellativi. Per esempio, in Watang! Nel favoloso impero dei mostri, viene chiamata Watang, mentre ne Il ritorno di Godzilla, viene chiamata Matra, ed infine, in Gli eredi di King Kong viene chiamata Polluk.

## Le Shobijin

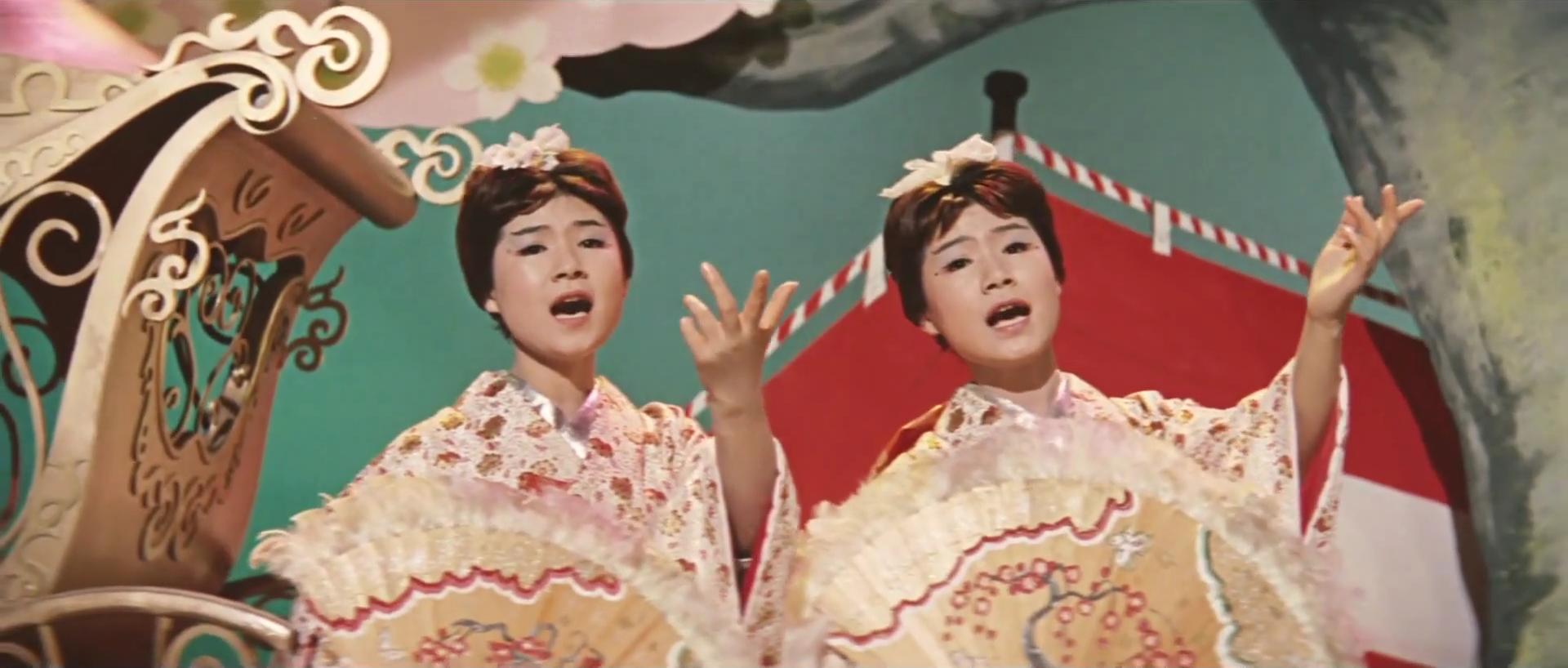
Le Shobijin, interpretate da Emi e Yumi Itō in Mothra

Mothra è solitamente raffigurata accompagnata da una coppia di fate gemelle, che Shin'ichi Sekizawa battezzò Shobijin, cioè "piccole bellezze". L'abbozzo originale per Mothra richiedeva quattro fate, ma Sekizawa ridusse il numero a due, siccome i gemelli a quel tempo erano rari nel Giappone, aggiungendo così un certo fascino mistico ai personaggi. La Toho, inoltre, intendeva rafforzare il suo rapporto con la Columbia Pictures assumendo il duo musicale The Peanuts, reso popolare nell'occidente dalla Columbia Records.
Yūji Koseki compose la canzone, Mosura no uta, in italiano il "Canto di Mothra", cantata dalle fate per invocare Mothra. Inizialmente la canzone venne cantata in lingua malese, ma successivamente venne composta anche una versione giapponese:
| Malese                                               | Traduzione                                           | Giapponese                               | Traduzione                                  |
| ---------------------------------------------------- | ---------------------------------------------------- | ---------------------------------------- | ------------------------------------------- |
| Mosura ya Mosura                                     | Mothra oh Mothra                                     | Mosura ya Mosura                         | Mothra oh Mothra                            |
| Dongan kasakuyan indo muu                            | Col potere del tuo antenato                          | Tasukete yo te yobeba                    | Se dovessimo chiedere aiuto                 |
| Rusuto uiraandoa, hanba hanbamuyan, randa banunradan | Rispondi alla preghiera dei tuoi discepoli, Emergi e | Toki o koete, umi o koete, nami no yo ni | Oltre il tempo, oltre il mare, come un'onda |
| Tounjukanraa                                         | Mostra                                               | Yate kuru                                | Verresti,                                   |
| Kasaku yaanmu                                        | Il tuo potere                                        | Mamorigami!                              | Nostro angelo custode!                      |

Alla band, The Peanuts, venne richiesto di cantare un'ulteriore canzone per il film, Ghidorah! Il mostro a tre teste, intitolata "Gridate di gioia", brano composto da Hiroshi Miyagawa. The Peanuts non ripresero il loro ruolo ne, Il ritorno di Godzilla, venendo rimpiazzate da un altro duo musicale chiamato, Pair Bambi.
Nel film, Godzilla contro Mothra, le fate furono rinominate "Cosmos" ed interpretate da Keiko Imamura e Sayaka Osawa. La scelta delle due cantanti, venne criticata dallo scrittore e storico di Godzilla, Steve Ryfle, lamentando il fatto che le due attrici non erano affatto identiche, e che loro voci riprese durante le scene cantate erano troppo monotone. Secondo Takao Okawara, le scene delle Cosmos erano fra le più difficili da riprendere, in quanto le attrici dovevano sincronizzare i loro movimenti senza guardarsi.

## Storia cinematografica

### Era Shōwa (1961–1968)

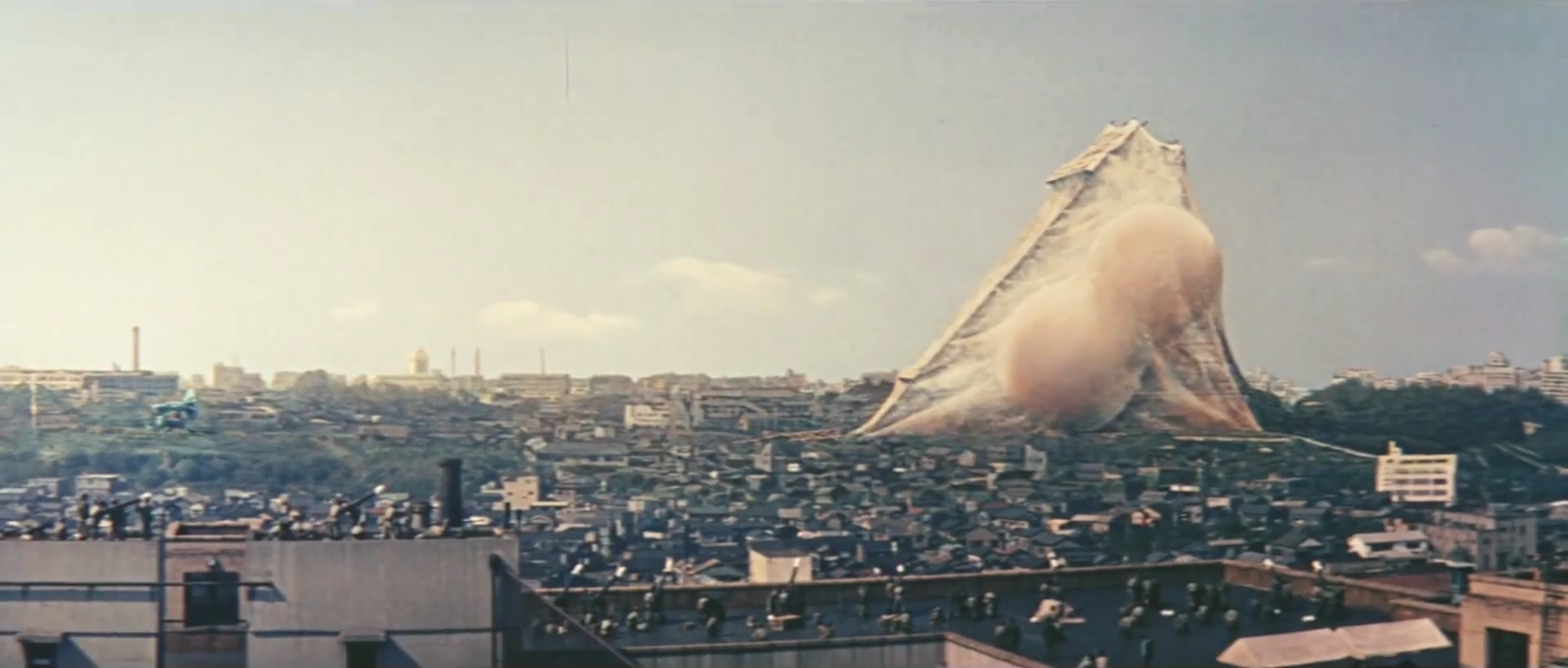
Il bozzolo di Mothra sulle rovine della torre di Tokyo

Mothra venne per la prima concepita nel periodico, Le fate luminose e Mothra, creata da Shinichiro Nakamura, Takehiko Fukunaga e Yoshie Hotta, dopo che vennero incaricati dalla Toho di scrivere un abbozzo per un futuro film. Il personaggio fu ulteriormente sviluppato da Shinichi Sekizawa, le cui sofferenze vissute nelle isole pacifiche durante la Seconda guerra mondiale, tra le quali la fame, lo ispirarono a narrare una storia in un'isola dove succedono eventi misteriosi.
Nel suo film debutto del 1961, la forma adulta di Mothra era rappresentata da una marionetta meccanica manovrata tramite dei fili, mentre la larva era un costume indossato da sei attori che strisciavano in fila indiana. Nella pellicola, Watang! Nel favoloso impero dei mostri, tre anni dopo, la Mothra adulta venne modificata con zampe radio-controllate, mentre le larve furono raffigurate, sia con dei burattini controllati a mano, che con dei pupazzi motorizzati. La larva che appare nel film, Ghidorah! Il mostro a tre teste, era uguale alla larva del film precedente, ma con occhi rossi invece che blu. La Mothra adulta usata in Watang! Nel favoloso impero dei mostri fu riutilizzata ne Il ritorno di Godzilla, ma il modello era ormai deteriorato per l'usura, avendo colori meno vivaci, peli cadenti, e ali danneggiate.
Nel film nel quale è protagonista, Mothra si schiude dal suo uovo su Infant Island, dopo che le sue sacerdotesse erano state rapite da un certo Rosilicano, un produttore in odore di mafia, che sperava di sfruttarle come celebrità televisive. La Mothra larvale si reca a Tokyo, formando un bozzolo attorno alla Tokyo Tower. Una volta diventata adulta, vola fino alla casa di Roslilicano, minacciando di distruggerla, fino a che non gli vengono consegnate le sacerdotesse.
Nel film, Watang! Nel favoloso impero dei mostri, viene scoperto un uovo di Mothra galleggiare sulle acque costiere giapponesi, e sfruttato come attrazione turistica. Le sacerdotesse di Mothra cercarono di negoziare la restituzione dell'uovo, ma ottennero un secco rifiuto. Quando il Giappone viene attaccato da Godzilla, l'umanità implorò per l'intervento di Mothra, che accettò ma morì dopo aver lottato con Godzilla. Comunque il suo uovo si schiuse, rivelando due larve che riuscirono ad imprigionare Godzilla in un bozzolo.
Viene rivelato in Ghidorah! Il mostro a tre teste, che solo uno delle larve sopravvisse. Una larva tenta di convincere Godzilla e Rodan ad unire le loro forze contro King Ghidorah, ma i due mostri rifiutano. Mothra viene quasi uccisa nella lotta seguente contro Ghidorah, ma salvata quando Godzilla e Rodan cambiano idea.
A un certo punto, la larva diventa adulta, e ne Il ritorno di Godzilla, salva un gruppo di schiavi tentando di fuggire da una base militare isolana in fase di autodistruzione.
Un'altra larva appare nella pellicola, Gli eredi di King Kong, vivendo insieme ad altri sull'Isola dei Mostri. Insieme ai suoi isolani, Mothra viene costretta dagli alieni Kilaak a distruggere le capitali terrestri, Pechino nel caso di Mothra. Quando il controllo mentale dei Kilaak venne spezzato, Mothra si reca insieme agli altri mostri alla base Kilaak per scontrarsi per un'ultima volta contro King Ghidorah.

### Era Heisei (1992–1998)

#### Godzilla contro Mothra(1992) eGojira VS SpaceGojira(1994)
Durante i primi anni dell'era Heisei dei film di Godzilla, venne ignorata la continuità stabilita dai film prima del 1984, per cui furono fatti diversi tentativi girare un film con Mothra protagonista. Akira Murao scrisse una sceneggiatura nel 1980 intitolata, Mothra vs. Bagan, vicenda la cui sceneggiatura si incentrava su di un drago mutaforma di nome Bagan, che tenta di distruggere l'umanità a causa del suo abuso delle risorse naturali, poi sconfitto da Mothra, dea della pace. La sceneggiatura venne modificata dal regista giapponese, Kazuki Ōmori dopo la distribuzione di Godzilla contro Biollante, ma il progetto fu scartato dai direttori della casa di produzione cinematografica, Toho, in quanto intuivano che Mothra fosse un personaggio concepito esclusivamente dalla culture giapponese, e quindi difficile da pubblicizzare all'estero con la stessa facilità del più famoso Godzilla. Nel 1991, dopo il successo di Godzilla contro King Ghidorah, la Toho, allo scopo di mantenere la redditività della serie evitò di creare nuovi mostri. La scelta di Mothra come successivo avversario di Godzilla fu dovuta alla popolarità del personaggio tra le donne, che all'epoca, costituivano la maggioranza del pubblico dei cinema.
Nel 1991, il direttore degli effetti speciali Koichi Kawakita scrisse una sceneggiatura intitolata Godzilla contro Gigamoth, film che avrebbe visto Mothra scontrarsi sia con Godzilla che con un'altra falena gigante chiamata Gigamoth, ma l'idea fu scartata a favore della storia finale di Godzilla contro Mothra. Kawakita, direttore degli effetti speciali, diede alla nuova Mothra la capacità di sparare raggi energetici, rappresentandoli con effetti ottici, mentre alle sue spore, emanate dalle ali, possedevano un effetto luccicante, mai visto nei film precedenti. Durante la sua metamorfosi da larva ad adulto, venne inizialmente considerato riprodurla attraverso una nuova tecnica nascente, la Computer-generate imaginery (CGI), ma tale approccio venne scartato. Sebbene il film si fosse rivelato un successo finanziario, i pupazzi di Mothra furono criticati da vari autori, in quanto notarono che i colori più vivaci del personaggio la rendevano più simile ad un peluche, e che le sue ali battevano con meno grazia di prima, in quanto vennero confezionate con una stoffa più pesante. Sia le zampe immobili, simili alle zampe di un pollo adulto, che la mancanza di ondulazione nei movimenti della larva, furono anch'esse criticate e considerati effetti speciali di qualità inferiore rispetto ai film degli anni sessanta. Malgrado le critiche, la nuova popolarità del personaggio indusse la Toho a produrre nel 1996, il film Mothra.
Godzilla contro Mothra definisce Mothra come guardiana della Terra, venerata dodicimila anni fa dalla civiltà Cosmos. Quando degli scienziati crearono un dispositivo per controllare il clima del pianeta, la Terra creò Battra, una Mothra nera che seminò distruzione. Mothra sconfisse Battra, ma troppo tardi per salvare la civiltà che la venerava. Nel 1993, comunque, un suo uovo viene scoperto su Infant Island dalla compagnia Marutomo, che tentò di sfruttare, come mascotte, sia l'uovo che i suoi custodi. L'uovo si schiuse durante una lotta fra Godzilla e un Battra rinvigorito. Una volta nata, la larva si recò a Tokyo per salvare le sue sacerdotesse. Forma un bozzolo sulla sede del Dieta nazionale e diventa adulta. Dopo un breve scontro con Battra, le due falene uniscono le forze contro Godzilla. Battra muore a causa delle ferite, mentre Mothra promette di intercettare un meteorite del quale era stata prevista la caduta sulla Terra nel 1999. In Gojira VS Spacegojira, Mothra si accorge dell'arrivo imminente di SpaceGodzilla, e invia le Cosmos ad avvertire la Terra.

#### TrilogiaMosura(1996–1998)
In Mothra, il personaggio viene raffigurato come l'ultimo membro di una specie di falene giganti che proteggevano la civiltà Elias. Questo popolo venne annientato milioni di anni fa dal drago Desghidorah, poi sconfitto da Mothra. Nei tempi moderni, Mothra risulta troppo debole per affrontare di nuovo il drago, siccome ha speso la sua energia nel covare un uovo. L'uovo si schiude e il nuovo Mothra riesce ad uccidere Desghidorah.
Il nuovo Mothra torna in Mothra 2, dove acquisisce una forma più potente per lottare contro il mostro dell'inquinamento Dagarah. Nel film finale della trilogia, Mothra 3, Mothra torna indietro nel tempo per uccidere il drago spaziale King Ghidorah.

### Era Millennium (2001–2004)
Per il film, Gojira Mothra King Ghidorah - Daikaijū sōkōgeki, il regista Shūsuke Kaneko intendeva "scritturare" il kaijū Anguirus come uno degli avversari di Godzilla, ma fu convinto dai direttori della Toho di fare uso invece della più popolare Mothra, siccome il film precedente, Gojira × Megaguirus - G shōmetsu sakusen, un film che introdusse un nemico nuovo, fu un fallimento sia finanziario che di critica. In questo film, Mothra è una dei tre guardiani di Yamato, avendo avuto origine mille anni prima degli eventi del film. Inizialmente antagonista, Mothra venne imprigionata nel lago Ikeda, per poi essere risvegliata nel 2001 per fermare l'avanzata di Godzilla. Viene sconfitta, ma trasferisce la sua energia a King Ghidorah.
Per la pellicola, Gojira × Mothra × Mekagojira - Tōkyō SOS, il direttore degli effetti speciali Eiichi Asada, modellò Mothra direttamente dal suo aspetto visto nel film originale del 1961, tentando di utilizzar il minimo indispensabile di effetti ottici. Come nel caso di, Gojira Mothra King Ghidorah - Daikaijū sōkōgeki, alla Mothra adulta furono confezionate zampe mobili al fine di aumentare il realismo del pupazzo. L'artista Shinichi Wakasa inizialmente voleva incorporare il disegno di un arcobaleno visto sulle ali del personaggio di Mothra 2, ma alla fine fu deciso di utilizzare il design visto nei film degli anni sessanta. In questo film, il Mothra originale del 1961, attraverso le sue sacerdotesse, esige che il Giappone smantelli il Mechagodzilla, considerata un'arma, mentre la stessa Mothra considera il cyborg un essere contrario all'ordine naturale, essendo stato creato con lo scheletro del primo Godzilla. Quando il secondo Godzilla attacca, Mothra si allea con Mechagodzilla, ma viene uccisa durante la lotta. Nascono due larve su Infant Island, e si recano a Tokyo per imprigionare Godzilla in un bozzolo, che viene poi trasportato nell'oceano da Mechagodzilla.
In Gojira - Final Wars viene svelato che diecimila anni fa Mothra lottò contro Gigan. In un futuro distante, Gigan ritorna sotto il controllo degli Xiliani. Quando Mothra si scontra di nuovo con il cyborg, Mothra viene avvolta nelle fiamme, ma riesce a sconfiggere Gigan con un attacco kamikaze.

### MonsterVerse (2014-)
Nel 2014 la Legendary Pictures annunciò di aver acquisito i diritti su Rodan, Mothra e King Ghidorah dalla Toho, per utilizzare i tre personaggi nel loro MonsterVerse. Nella scena dopo i titoli di coda del film Kong: Skull Island (2017), Mothra appare in una serie di pitture rupestri, insieme a Godzilla, Rodan e King Ghidorah.
Una chiamata del casting confermò che Rodan, Mothra e King Ghidorah sarebbero stati presenti nel film Godzilla II - King of the Monsters (2019). Il marketing virale per il film mostrò come il personaggio di Mothra abbia conservato il suo status di creatura deificata come una divinità angelica, venendo indicata all'interno del film come la Regina dei Mostri. Contrariamente alla sua controparte nipponica, la Mothra del MonsterVerse, nasce in un tempio nella foresta pluviale dello Yunnan. La forma adulta del mostro ha la capacità di emettere bioluminescenza a onde beta che può essere proiettata attraverso gli intricati motivi sulle sue ali e usate come accecanti raggi distruttivi. Il nuovo design del mostro comprende anche ali più strette, con un'apertura alare più ampia di 244,75 metri (803 piedi), seconda solo alla sua originale apertura alare di 250 metri. Il mostro presenta ora anche lunghi arti anteriori, simili a quelli di una mantide, mentre il corpo ricalca molto più fedelmente quello di una falena, con un corpo voluminoso e tozzo, e la testa piccola. Presenta inoltre un pungiglione retrattile sulla punta dell'addome. I disegni sulle sue ali la identificano come "la regina dei mostri", e apparentemente collegano Mothra a Godzilla in una relazione simbiotica, dal momento che gli occhi presenti sulle ali sono modellati sugli occhi di Godzilla. Questi cambiamenti fanno di Mothra il mostro più pesantemente re-immaginato della serie.
Nel film, Mothra si schiude dal suo uovo apparendo per la prima volta nel suo stato larvale, venendo calmata dalla dott.ssa Emma Russell usando un dispositivo bioacustico chiamato bio-sonar ORCA. La creatura rimane docile fino a quando un gruppo di eco-terroristi guidati dal colonnello Alan Jonah catturano la dott.ssa Russell e sua figlia Madison. Mothra si ritira sotto una cascata e si chiude in un bozzolo, da cui emergerà in seguito nella sua forma adulta, volando fino alla locazione di Godzilla schierandosi con quest'ultimo durante la scontro finale contro King Ghidorah. Durante il combattimento a Boston, Mothra sconfigge in una battaglia aerea Rodan, ma viene disintegrata da King Ghidorah mentre tentava di protegge Godzilla ferito. Durante i titoli di coda, alcune immagini di una testata giornalistica speculano sull'esistenza di un secondo uovo di Mothra, che successivamente viene confermato su Twitter dal regista Michael Dougherty, con un tweet.

### Trilogia anime (2018)
In Godzilla - Minaccia sulla città, anche se Mothra non è mai apparso fisicamente viene citato, per essere stato ucciso da Godzilla anni prima, il suo uovo è finito nelle mani del popolo Houtua, una specie di esseri umani evoluti che ha migliorato Mothra con caratteristiche specifiche per affrontare Godzilla che ormai stava dominando la Terra.
In Godzilla - Mangiapianeti, viene mostrata una proiezione astrale del nascituro di Mothra nella sua forma adulta.

## Filmografia
- Mothra (Mosura, 1961) di Ishirō Honda
- Watang! Nel favoloso impero dei mostri (モスラ対ゴジラ, Mosura tai Gojira, 1964) di Ishirō Honda
- San daikaijū chikyū saidai no kessen (1964), di Ishirō Honda
- Il ritorno di Godzilla (ゴジラ・エビラ・モスラ 南海の大決闘, Gojira, Ebira, Mosura: Nankai no daikettō, 1966) di Jun Fukuda
- Gli eredi di King Kong (Kaijū sōshingeki, 1968), di Ishirō Honda
- Godzilla contro i giganti (Chikyū Kōgeki Meirei: Gojira tai Gaigan, 1972), di Jun Fukuda
- Sayonara Jupiter (Sayonara Jupitā 1984) di Kōji Hashimoto e Sakyō Komatsu (stock footage)
- Godzilla contro Mothra (Gojira tai Mosura, 1992) di Takao Okawara
- Mothra (Mosura, 1996) di Okihiro Yoneda
- Mothra 2 (Mosura 2: Kaitei no daikessen,1997) di Kunio Miyoshi
- Mothra 3 (Mosura 3: Kingu Gidora raishū, 1998) di Okihiro Yoneda
- Gojira Mothra King Ghidorah - Daikaijū sōkōgeki (2001) di Shūsuke Kaneko
- Gojira VS Mekagojira (2002), di Masaaki Tezuka
- Gojira × Mothra × Mekagojira - Tōkyō SOS (Gojira tai Mosura tai Mekagojira: Tōkyō S.O.S., 2003) di Masaaki Tezuka
- Gojira Final Wars (Gojira Fainaru Wōzu, 2004), di Ryūhei Kitamura
- Kong: Skull Island (2017), di Jordan Vogt-Roberts (cameo)
- Godzilla - Mangiapianeti (GODZILLA 星を喰う者, Godzilla - Hoshi o kū mono, 2018), di Kōbun Shizuno e Hiroyuki Seshita
- Godzilla II - King of the Monsters (Godzilla: King of the Monsters, 2019), di Michael Dougherty[38]
- Godzilla e Kong - Il nuovo impero (Godzilla x Kong: The New Empire, 2024), di Adam Wingard

## In altri media

### Televisione
- Adventure! Godzilland (1994-1995)
- Godzilla Island (1997)

### Videogiochi
- Godzilla: Monster of Monsters (NES - 1988)
- Godzilla 2: War of the Monsters (NES - 1991)
- Kaijuu-Oh Godzilla (Game Boy - 1993)
- Godzilla: Monster War (Super Famicom - 1994)
- Godzilla: Giant Monster March (Game Gear - 1995)
- Godzilla Trading Battle (PlayStation - 1998)
- Godzilla Generations: Maximum Impact (Dreamcast - 1999)
- Godzilla: Destroy All Monsters Melee (GCN, Xbox - 2002/2003)
- Godzilla: Domination! (GBA - 2002)
- Godzilla: Save the Earth (Xbox, PS2 - 2004)
- Godzilla: Unleashed (Wii - 2007)
- Godzilla: The Game (PS3, PS4 - 2015)
- City Shrouded in Shadow (PS4 - 2017)
- Godzilla Defense Force (2019)

### Apparizioni in altri videogiochi
- Terraria - è presente un miniboss di nome Mothron di chiara ispirazione al kaijū.
- In Brawl Stars è stato rilasciato un evento a tema Godzilla, il gioco durante quel periodo dava ai giocatori la possibilità di sbloccare una skin dedicata al mostro.[39]

### Musica
- La band heavy metal canadese Anvil dedica a Mothra un brano nell'album Metal on Metal del 1982.
- "Mothra" è il titolo del secondo brano dell'album Pure (1992) pubblicato dal gruppo industrial metal Godflesh.